# 安部慎二郎
安部 慎二郎（あべ しんじろう、1983年3月29日 - ）は、日本の男性声優。以前はマック・ミックに所属していた。声優ユニットVitamin-iのメンバー。兵庫県出身。血液型はO型。

## 出演

### アニメ
- おじゃる丸（亡き者）
- スマイルプリキュア!（タコ焼き屋店員）
- HOST MAN

### ゲーム
- イースVI（クヴァル、 オーガスト、ジェド、ロムン兵）
- キングダムアンダーファイア 〜ザ・クルセイダーズ〜（ダークエルフ）
- すもももももも 〜地上最強のヨメ〜 継承しましょ!?恋の花ムコ争奪戦（猫無僧）
- 星の王女2
- 星の王女3
- マスケティア（ロシナンテ）
- Yo-Jin-Bo〜運命のフロイデ〜

### ドラマCD
- 海成学院寮 清風館（諏訪信哉）
- KYOUHAN 〜共犯〜（フロントマン）
- 傲慢で一途な欲望（須永）
  - 傲慢で残酷な純情
- チェリーベル・ラブラブ・キャンディーズ（松慎二郎）
- ナースウィッチ小麦ちゃんマジカルて
- You-Jin-Bo
- 和蘭島少年行（草壁龍真）

### 舞台
- センチメンタルハニーポット
- 恋ギグ〜乙女ゲーなのにBL〜
- ロック朗読劇 Yo-Jin-Bo 隠れ銀山に血縁が舞う
- 恋愛クロスコード
- ファイナルセレクション〜螺旋の記憶〜
- もうひとつの竜馬伝 -配役を探す八人の登場人物-

### ラジオ
- ラジオ大阪 「ちょー声優育成ラジオクラブ」（レギュラー）